# Буда-Голубиевичи
Буда-Голубиевичи (укр. Буда-Голубієвичі) — село на Украине, находится в Народичском районе Житомирской области.
Код КОАТУУ — 1823786004. До 25.04.2005 входило в состав упразднённого Голубиевичского сельского совета, имело код 1823782002. Население по переписи 2001 года составляет 27 человек. Почтовый индекс — 11450. Телефонный код — 4140. Занимает площадь 0,31 км².

## Адрес местного совета
11451, Житомирская область, Народичский р-н, с. Межилеска